# Diplusodon
Diplusodon Pohl – rodzaj roślin z rodziny krwawnicowatych. W jego obrębie znajduje się 100 gatunków. Występuje naturalnie w Brazylii oraz Boliwii. 

## Systematyka
Rodzaj z rodziny krwawnicowatych (Lythraceae) z rzędu mirtowców.
Wykaz gatunków
| - Diplusodon adpressipilus Lourteig - Diplusodon aggregatifolius T.B.Cavalc. - Diplusodon alatus T.B.Cavalc. - Diplusodon appendiculosus Lourteig - Diplusodon argenteus Lourteig - Diplusodon argyrophyllus T.B.Cavalc. - Diplusodon astictus Lourteig - Diplusodon bahiensis T.B.Cavalc. - Diplusodon bolivianus T.B.Cavalc. & S.A.Graham - Diplusodon bradei Pilg. - Diplusodon burchellii Koehne - Diplusodon buxifolius (Cham. & Schltdl.) DC. - Diplusodon caesariatus Lourteig - Diplusodon canastrensis T.B.Cavalc. - Diplusodon candollei Pohl ex DC. - Diplusodon capitalensis T.B.Cavalc. - Diplusodon capitatus (A.St.-Hil.) Koehne - Diplusodon chapadensis T.B.Cavalc. - Diplusodon ciliatiflorus T.B.Cavalc. - Diplusodon ciliiflorus Koehne - Diplusodon cordifolius Lourteig - Diplusodon cryptanthus T.B.Cavalc. - Diplusodon decussatus Gardner & Fielding - Diplusodon divaricatus Pohl - Diplusodon epilobioides DC. - Diplusodon ericoides Lourteig - Diplusodon fastigiatus Lourteig - Diplusodon floribundus Pohl - Diplusodon foliosus (Koehne) T.B.Cavalc. - Diplusodon glaucescens DC. - Diplusodon glaziovii Koehne - Diplusodon glocimarii T.B.Cavalc. - Diplusodon gracilis Koehne - Diplusodon grahamiae T.B.Cavalc. - Diplusodon hatschbachii Lourteig - Diplusodon helianthemifolius DC. - Diplusodon heringeri Lourteig - Diplusodon hexander DC. - Diplusodon hirsutus (Cham. & Schltdl.) DC. - Diplusodon imbricatus Pohl - Diplusodon incanus Gardner & Fielding - Diplusodon irwinii Lourteig - Diplusodon kielmeyeroides A.St.-Hil. - Diplusodon lanceolatus Pohl - Diplusodon leucocalycinus Lourteig - Diplusodon longipes Koehne - Diplusodon lythroides DC. - Diplusodon macrodon Koehne - Diplusodon marginatus Pohl - Diplusodon mattogrossensis T.B.Cavalc. | - Diplusodon micromerus T.B.Cavalc. - Diplusodon microphyllus Pohl - Diplusodon minasensis Lourteig - Diplusodon mononeuros Pilg. - Diplusodon myrsinites DC. - Diplusodon nigricans Koehne - Diplusodon nitidus DC. - Diplusodon oblongus Pohl - Diplusodon orbicularis Koehne - Diplusodon ovatus Pohl - Diplusodon panniculatus Koehne - Diplusodon paraisoensis Lourteig - Diplusodon parvifolius Mart. ex DC. - Diplusodon petiolatus (Koehne) T.B.Cavalc. - Diplusodon plumbeus T.B.Cavalc. - Diplusodon psammophilus Lourteig - Diplusodon puberulus Koehne - Diplusodon punctatus Pohl - Diplusodon pygmaeus T.B.Cavalc. - Diplusodon quintuplinervius (Nees) Koehne - Diplusodon ramosissimus Pohl - Diplusodon retroimbricatus Koehne - Diplusodon rosmarinifolius A.St.-Hil. - Diplusodon rotatus T.B.Cavalc. - Diplusodon rotundifolius DC. - Diplusodon rupestris T.B.Cavalc. - Diplusodon saxatilis Lourteig - Diplusodon sessiliflorus Koehne - Diplusodon sigillatus Lourteig - Diplusodon smithii Lourteig - Diplusodon sordidus Koehne - Diplusodon speciosus (Kunth) DC. - Diplusodon stellatus T.B.Cavalc. - Diplusodon strigosus Pohl - Diplusodon subsericeus Casar. ex Koehne - Diplusodon thymifolius DC. - Diplusodon thysanosepalus Lourteig & Sandwith - Diplusodon trigintus T.B.Cavalc. - Diplusodon ulei Koehne - Diplusodon uninervius Koehne - Diplusodon urceolatus Lourteig - Diplusodon venosus T.B.Cavalc. - Diplusodon verruculosus T.B.Cavalc. - Diplusodon vidalii Lourteig - Diplusodon villosissimus Pohl - Diplusodon villosus Pohl - Diplusodon virgatus Pohl - Diplusodon vittatus T.B.Cavalc. - Diplusodon xerampelinus Lourteig - Diplusodon xiphodon T.B.Cavalc. |